# 윤두헌
윤두헌(尹斗憲, 일본식 이름: 平沼文甫 히라누마 분포, 1914년 ~ 몰년 미상)은 일제강점기와 조선민주주의인민공화국의 작가 겸 문학 평론가로, 본적은 경성부 통인정(1943년 10월 15일 당시 주소)이며, 함경북도 출신이다.

## 생애
그의 초기 행적에 대해서는 거의 알려져 있지 않다. 1942년 3월 조선국민시가연맹이 발행한 잡지 《국민시가(國民詩歌)》에 태평양 전쟁을 찬양하고 전시 체제를 선전하는 내용을 담은 시인 〈전승의 세모(戰勝の歲暮)〉를 발표하면서 문단에 등단했다. 1942년부터 1945년까지 여러 신문과 잡지에 일제의 내선일체와 황민화 정책, 일본의 침략 전쟁을 찬양하는 내용을 담은 산문을 기고했다.
1943년 2월 3일 국민총력조선연맹 주최로 열린 예술부문 관계자 연성회에 참석했으며 1943년 4월 전후에 내선일체사(內鮮一體社)에서 사직했다. 1943년 4월 17일부터 1945년 8월 3일까지 조선문인보국회 평론수필부회 간사장을 역임했으며 1943년 4월 29일 조선문인보국회 주최로 열린 일본인 남방종군작가 환영교환회, 1943년 8월 4일 국민총력조선연맹 주최로 열린 문화 부문 관계자 미소기(禊) 연성회, 1943년 12월 18일에 열린 조선문인보국회 봉사대(奉仕隊) 준비 협의회 등에 참석했다.
1944년 1월 24일 국민총력정신연맹이 주최한 보도특별정신대(報道特別挺身隊) 경기도 파견원으로 위촉되었으며 1944년 4월 24일부터 5월 3일까지 조선군사후원회의 위촉을 받은 조선문인보국회로부터 징병검사 상황 및 관련 미담을 수집하기 위한 차원에서 평안남도와 평안북도에 파견되었다. 1944년 8월 28일에 열린 조선군 보도대(報道隊)의 보도 연습에 참가했고 1944년 11월 국민총력조선연맹 주관으로 열린 응징사(應徵士, 징용에 응한 조선인) 현지 위문대 행사에 참가했다. 이러한 경력 때문에 민족문제연구소의 친일인명사전 수록자 명단의 문화/예술 부문, 친일반민족행위진상규명위원회가 발표한 친일반민족행위 705인 명단에 포함되었다.
광복과 함께 월북한 이후에도 문학 활동을 펼쳤으며 1956년 10월 조선작가동맹 부위원장 등을 역임했다. 1958년 조선민주주의인민공화국에서 조선프롤레타리아예술가동맹(카프) 계열 문학 인사에 대한 정리가 이루어질 때 안막, 서만일과 함께 부르주아 평론가로 몰려 숙청당한 것으로 알려져 있으며 그 뒤의 행적에 대해서는 거의 알려져 있지 않다.

## 주요 작품

### 시
- 《전승의 세모(戰勝の歲暮)》 (국민시가(國民詩歌), 1942년 3월)

### 산문
- 《신인평론(新人評論) - 문학(文學)과 전통(傳統)》 (매일신보, 1942년 3월 16일 ~ 3월 24일)
- 《생활과 문학》 (국민문학, 1942년 6월)
- 《문예비평(文藝批評)의 태도(態度)》 (매일신보, 1942년 7월 26일 ~ 7월 28일)
- 《윤리성과 개성》 (녹기, 1942년 8월)
- 《문예시평(文藝時評) - 논단(論壇)의 동향(動向)》 (매일신보, 1942년 10월 21일 ~ 10월 22일)
- 《문예시평(文藝時評) - 시단(詩壇)의 신세대(新世代)》 (매일신보, 1942년 10월 23일 ~ 10월 24일)
- 《문예시평(文藝時評) - 창작계(創作界)의 전망(展望)》 (매일신보, 1942년 10월 25일 ~ 10월 26일)
- 《이상과 인간》 (동양지광, 1942년 11월)
- 《쳐들어가는 마음가짐(斬込む氣持)》 (경성일보(京城日報), 1942년 12월 15일)
- 《'건방짐'의 윤리》 (동양지광, 1943년 1월)
- 《농민문학에 대한 반성》 (녹기, 1943년 2월)
- 《언어의 문제(言葉の問題)》 (국민문학(國民文學), 1943년 2월)
- 《현실과 시 정신》 (경성일보, 1943년 2월 5일 ~ 2월 6일)
- 《여류 문학》 (문화조선, 1943년 4월)
- 《김용제 저 〈아시아 시집〉》 (문화조선, 1943년 4월)
- 《문예시감(文藝時感) 위기(危機)의 초극(超克)》 (매일신보, 1943년 6월 15일 ~ 6월 20일)
- 《추진인가 편승인가(推進か便乘か)》 (국민문학, 1943년 6월)
- 《창작의 1년(創作の一年)》 (신시대, 1943년 12월)
- 《더욱 높이 더욱 멀리(より高くより遠く)》 (국민문학, 1944년 4월)
- 《들판은 전쟁터 - 충남을 돌아보고(野良は戰場 - 忠南をめぐつて)》 (신여성(新女性), 1944년 4월)
- 《사상적 전진 - 국민문학에서 신민문학으로(思想的前進 - 國民文學から臣民文學へ)》 (국민문학, 1944년 5월)
- 《새로운 인간과 윤리(新しき人間と倫理)》 (국민문학, 1944년 5월)
- 《입술에 노래를 담고(唇に歌をもて)》 (내선일체(內鮮一體), 1944년 8월)
- 《피안의 경종이 아니다(彼岸の警鐘ではない)》 (문화조선(文化朝鮮), 1944년 12월)
- 《정인택 저 〈청량리 계외(淸凉里 界隈)〉》 (매일신보, 1945년 2월 2일)
- 《전력(戰力) 원천(源泉)으로서의 문화 상(上)》 (매일신보, 1945년 2월 8일)
- 《전력(戰力) 원천(源泉)으로서의 문화 중(中)》 (매일신보, 1945년 2월 9일)

## 참고자료
- 친일반민족행위진상규명위원회 (2009). 〈윤두헌〉. 《친일반민족행위진상규명 보고서 Ⅳ-11》. 서울. 207~240쪽.
- 민족문제연구소 (2009). 〈윤두헌〉. 《친일인명사전 2 (ㅂ ~ ㅇ)》. 서울. 661 ~ 663쪽.